# Maksymilian Kowalewski (1879–1940)
Maksymilian Hieronim Kowalewski (ur. 1 maja 1879 w Surwiłach, zm. wiosną 1940 w Charkowie) – pułkownik lekarz weterynarii Wojska Polskiego, ofiara zbrodni katyńskiej.

## Życiorys
Syn Tomasza i Marii ze Stępniów urodzony 1 maja 1879 w Surwiłłach w powiecie rosieńskim ówczesnej guberni kowieńskiej. W 1905 ukończył studia w Instytucie Weterynarii w Warszawie. W 1907 otrzymał dyplom lekarza weterynarii. W czasie I wojny światowej walczył w Armii Imperium Rosyjskiego.
29 grudnia 1918 został przyjęty do Wojska Polskiego, w charakterze wojskowego lekarza weterynaryjnego, mianowany „lekarzem weterynaryjnym kapitanem” i przydzielony do Dowództwa Okręgu Generalnego „Łódź” w Łodzi na stanowisko pełniącego obowiązki inspektora weterynarii. 22 maja 1919 roku otrzymał „rangę lekarza weterynaryjnego majora”. 19 lipca 1919 roku otrzymał przeniesienie do Głównego Kwatermistrzostwa WP na stanowisko inspektora weterynarii. Zastąpił na tym stanowisku majora lekarza weterynarii Aleksandra Michałowskiego. W czasie wojny z bolszewikami był szefem Sekcji 8 Weterynarii Oddziału IV - Głównego Kwatermistrzostwa, a od lutego 1920 szefem weterynarii w Naczelnym Dowództwie Wojska Polskiego. Na tym stanowisku 24 czerwca 1920 został zatwierdzony w stopniu podpułkownika z dniem 1 kwietnia 1920 w Korpusie Weterynaryjnym, w „grupie byłych Korpusów Wschodnich i byłej armii rosyjskiej”. 20 maja 1921 został wyznaczony na stanowisko kierownika Referatu Weterynarii w Wydziale IV Technicznym Dowództwa Okręgu Generalnego „Łódź”. Od listopada 1921 był szefem weterynarii w Dowództwie Okręgu Korpusu Nr IV w Łodzi, a od 1 listopada 1925 naczelnym lekarzem weterynarii Okręgu Korpusu Nr IV. 3 maja 1922 został zweryfikowany w stopniu podpułkownika ze starszeństwem z dniem 1 czerwca 1919 i 5. lokatą w korpusie oficerów weterynarii. Wykonując obowiązki szefa weterynarii pozostawał na ewidencji Kadry Okręgowego Szpitala Koni Nr IV w Łodzi. 31 marca 1924 awansował na pułkownika ze starszeństwem z dniem 1 lipca 1923 i 3. lokatą w korpusie oficerów weterynarii. Od lipca 1928 do kwietnia 1929 był naczelnym lekarzem weterynarii Okręgu Korpusu Nr VII, a następnie szefem weterynarii w Dowództwie Okręgu Korpusu Nr VII w Poznaniu. Z dniem 31 października 1935 został przeniesiony w stan spoczynku.
W czasie kampanii wrześniowej 1939 po agresji ZSRR na Polskę dostał się do niewoli sowieckiej. Przebywał w obozie w Starobielsku. Wiosną 1940 został zamordowany przez funkcjonariuszy NKWD w Charkowie i pogrzebany w Piatichatkach, gdzie od 17 czerwca 2000 mieści się oficjalnie Cmentarz Ofiar Totalitaryzmu w Charkowie.
Postanowieniem nr 112-48-07 Prezydenta RP Lecha Kaczyńskiego z 5 października 2007 został awansowany pośmiertnie na stopień generała brygady. Awans został ogłoszony 9 listopada 2007 w Warszawie, w trakcie uroczystości „Katyń Pamiętamy – Uczcijmy Pamięć Bohaterów”.

## Ordery i odznaczenia
- Krzyż Oficerski Orderu Odrodzenia Polski
- Złoty Krzyż Zasługi – 11 listopada 1935[15]
- Medal Pamiątkowy za Wojnę 1918–1921
- Medal Dziesięciolecia Odzyskanej Niepodległości